# ریکاکو کوبایاشی
ریکاکو کوبایاشی (انگلیسی: Rikako Kobayashi؛ زادهٔ ۲۱ ژوئیهٔ ۱۹۹۷) بازیکن فوتبال اهل ژاپن است.
وی همچنین در تیم‌های ملی فوتبال زیر ۱۷ سال زنان ژاپن و زنان ژاپن بازی کرده‌است.